# 老舍公园
老舍公园，旧称青岛第六公园，是位于中国山东省青岛市市南区安徽路的一处街心公园。此处原为一处天然冲沟，后经整修成为公园。1999年再次整修后，2000年为纪念作家老舍而改为现名。

## 历史
老舍公园最初为一处季节性地表径流经年冲刷形成的沟壑，俗称“大花沟”，自观海山山麓发源，向南流入青岛湾。德占时期的城市规划最初计划沿沟壑走向修筑道路，但实际施工时因沟壑填埋成本过高，遂将道路分为东西两条，沿沟壑两侧修筑。道路名为阿尔贝特街（德語：Albertstraße），即今安徽路。
1913年，胶澳总督府以建筑废料将此沟壑填埋平整，并遍植草木，辟为一处长330米，宽34米的下沉式街心公园。1914年日军占领青岛后，将阿尔贝特街改名为大村町，街心公园被称为“大村公园”或“大村町谷公园”。1922年北洋政府收回青岛后，于1923年将大村町改为现名，街心公园改名为“第六公园”，俗称“安徽路公园”，并增植花木300余株。抗战时期的1940年代，公园遭到破坏，逐渐成为垃圾场，垃圾在数年内将沟壑填成与路面等高的平地。抗战结束后经济萧条时期，此处又成为一处黑市。
1949年后，市政府在此重新栽种花木，开设儿童活动设施，将此处恢复为公园，称为“安徽路公园”。1970年代，公园南部成为集邮爱好者聚集地，之后又变为古玩、收藏品市场。1990年代初，公园一半部分又成为房地产交易市场，1990年代中期又演变为自发的农贸市场，导致公园草坪被破坏，环境与卫生状况逐渐恶化。1999年，市南区政府出资1000万元重修公园，修缮公厕、长椅等设施，安装路灯、庭院灯，栽种树木，修建“叠泉”。经学者鲁海提议、时任市长王家瑞敲定，命名为“老舍公园”，以纪念1930年代曾在青岛工作、居住的作家老舍。2000年7月8日，改造工程竣工。

## 形制
老舍公园位于安徽路中段，以湖北路为界分为南北两部分，占地面积9800平方米，园内道路及铺装场地5500平方米，绿化用地3526平方米，水面1077平方米。园内有常绿乔木45株，落叶乔木55株，常绿灌木327株，落叶灌木247株，草坪2100平方米。园内设有长廊棚架，并依地势建有阶梯式涌泉。公园南端建有老舍半身铜像，由雕塑家徐立忠设计，老舍夫人胡絜青题字，2000年7月8日由老舍长子舒乙与时任中共市南区委书记王宝琪揭幕。

## 图集
- 尚未改造为公园的“大花沟”，1906年
- 沟壑整治后的安徽路，德租时期1910年代
- 1920至1930年代的安徽路第六公园
- 老舍铜像